# St. Martin (Steinebach)

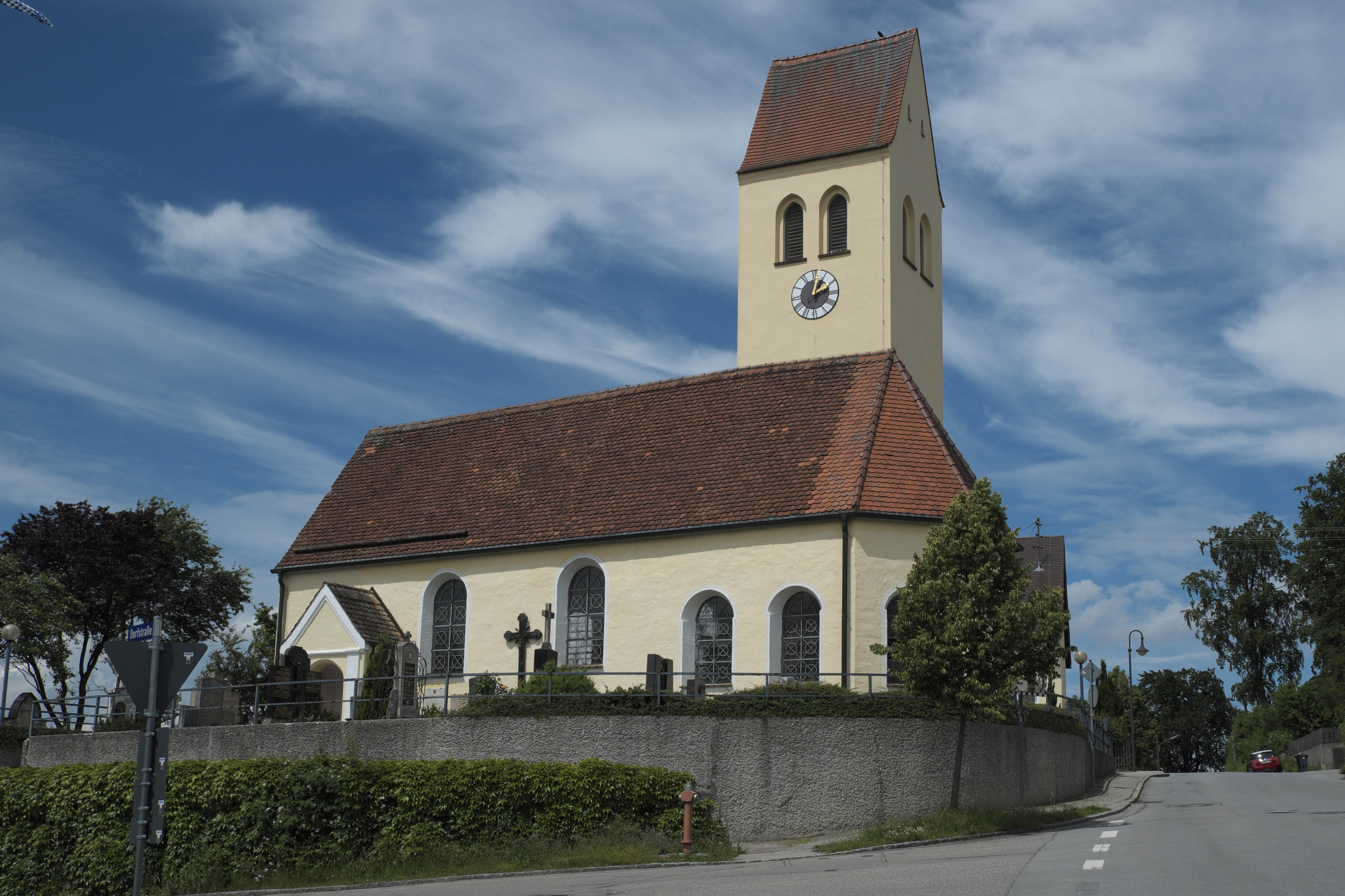
Kirche St. Martin

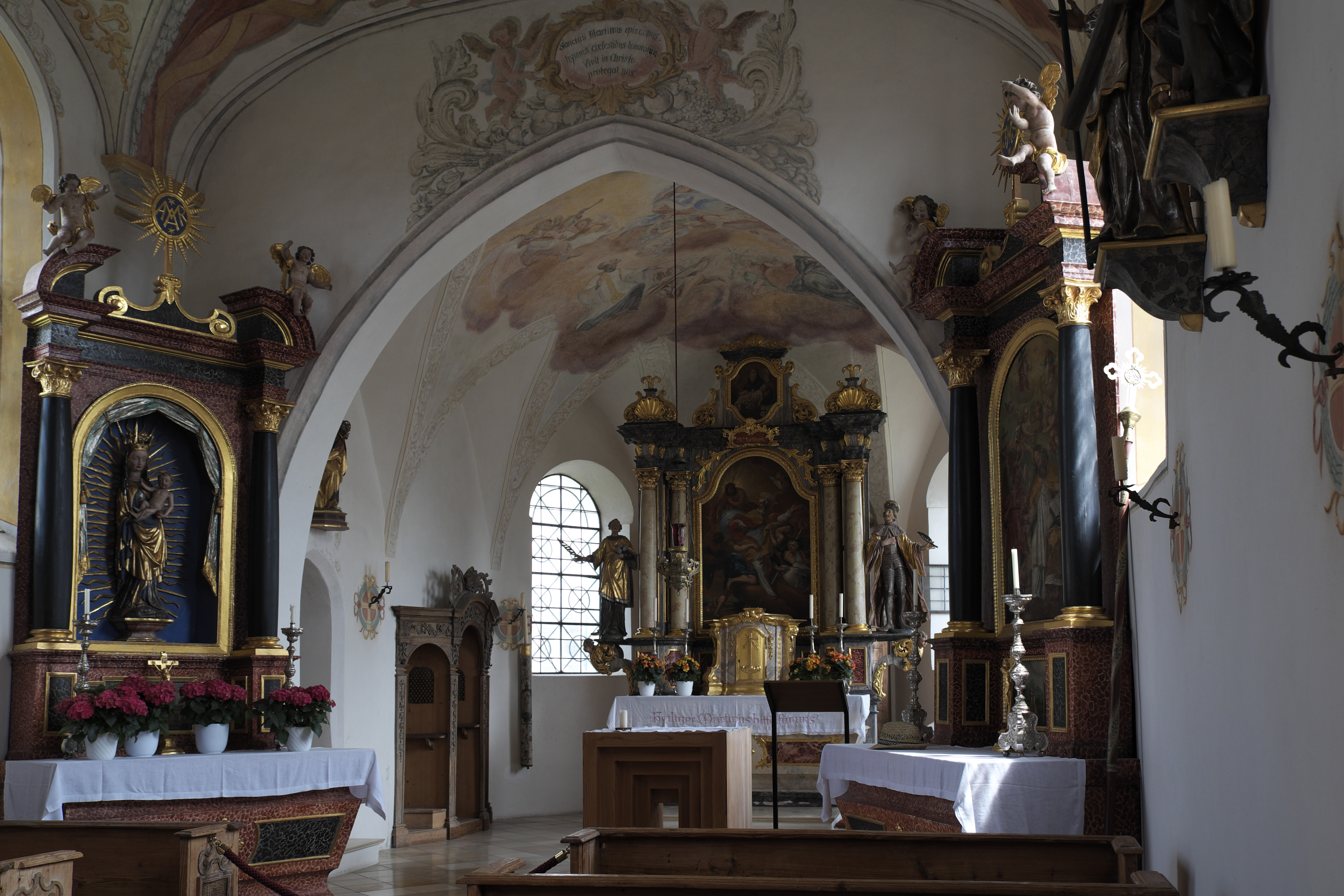
Innenraum

Die katholische Filialkirche St. Martin in Steinebach, einem Ortsteil der Gemeinde Wörthsee im oberbayerischen Landkreis Starnberg, ist eine im Stil des Barock errichtete Kirche. Sie ist dem hl. Martin von Tours geweiht.

## Architektur
An der Nordseite des Langhauses erhebt sich der mit einem Satteldach gedeckte Glockenturm aus der Mitte des 16. Jahrhunderts. Das Erdgeschoss des Turmes, in dem die Sakristei eingerichtet ist, wird von einem Kreuzgratgewölbe gedeckt.
Das einschiffige Langhaus mündet im Osten in einen dreiseitig geschlossenen Chor, zu dem sich ein weiter, spitzbogiger Chorbogen öffnet.
Das Langhaus überspannt eine flache Stichkappentonne, die mit Fresken verziert ist. Das große Deckenfresko stellt die Dreifaltigkeit und den Tod des hl. Martins dar. Die  Stichkappen weisen emblematische Darstellungen mit lateinischen Inschriften auf. Eine Szene zeigt den hl. Martin zu Pferde, wie er seinen Mantel mit einem Bettler teilt. Die Fresken wurden 1738 von Johann Georg Sang gemalt, sind aber stark restauriert.

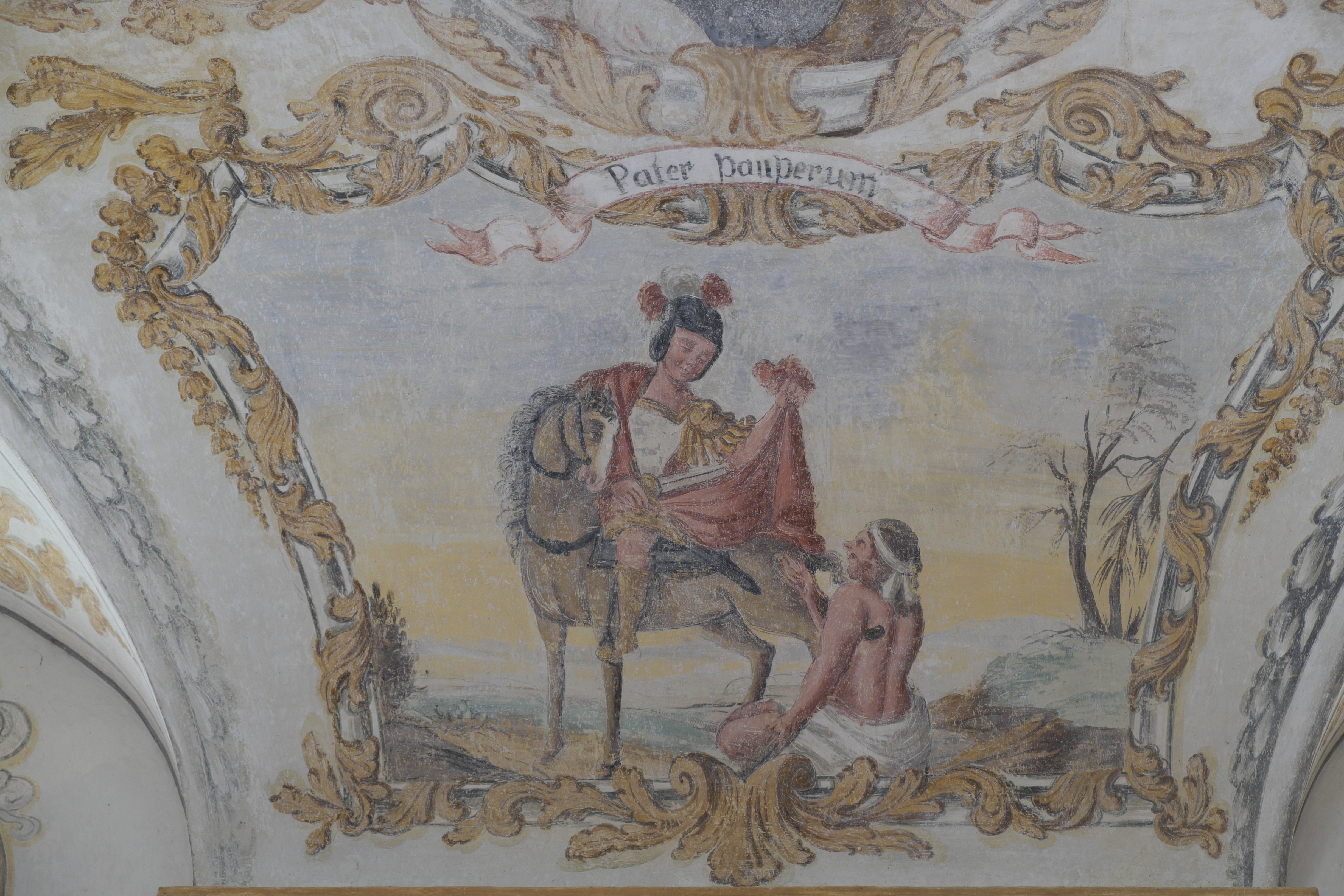
Hl. Martin – Pater pauperum (Vater der Armen)
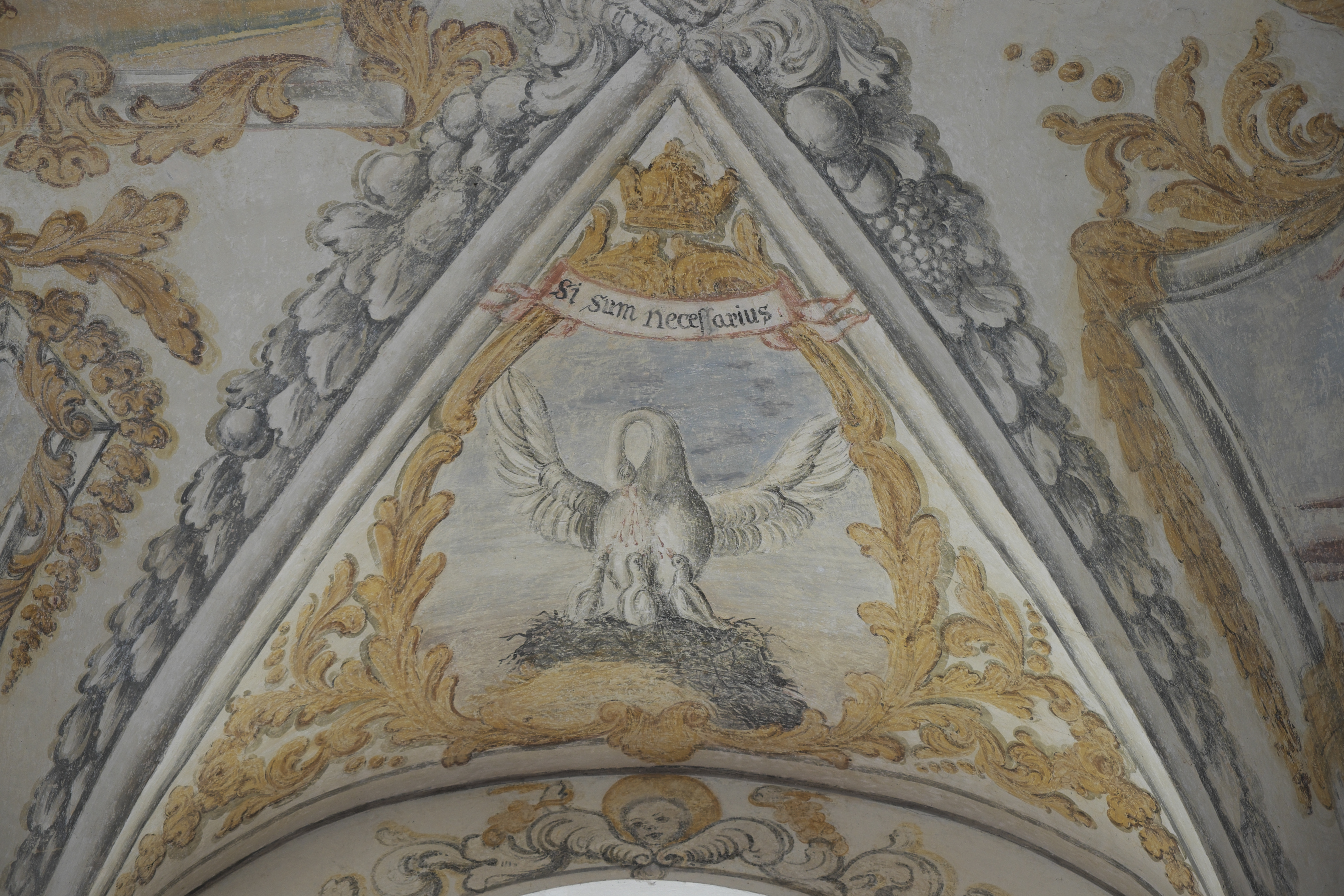
Pelikan – Si sum necessarius (Wenn ich vonnöten bin)
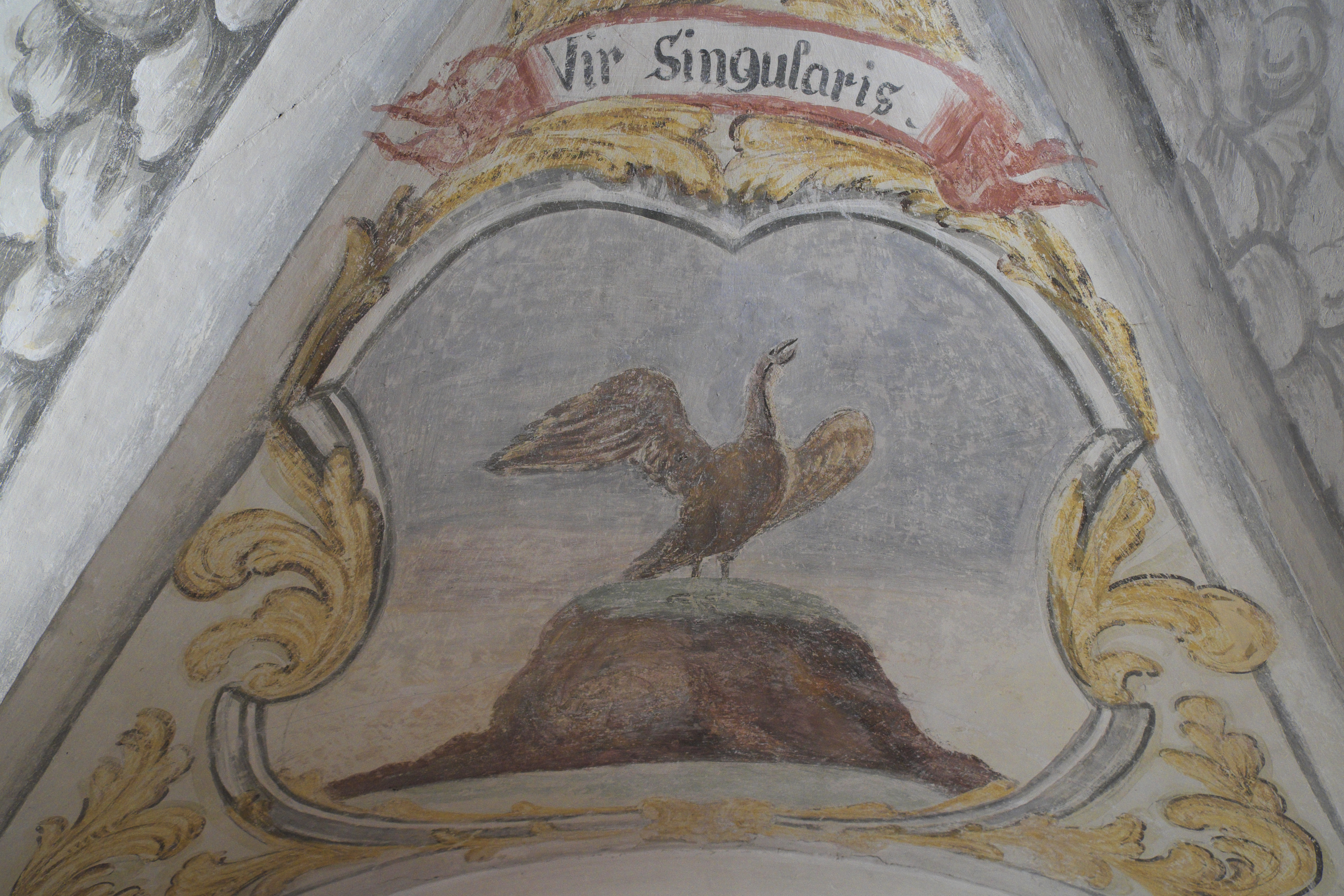
Vir Singularis (Ein einzigartiger Mann)
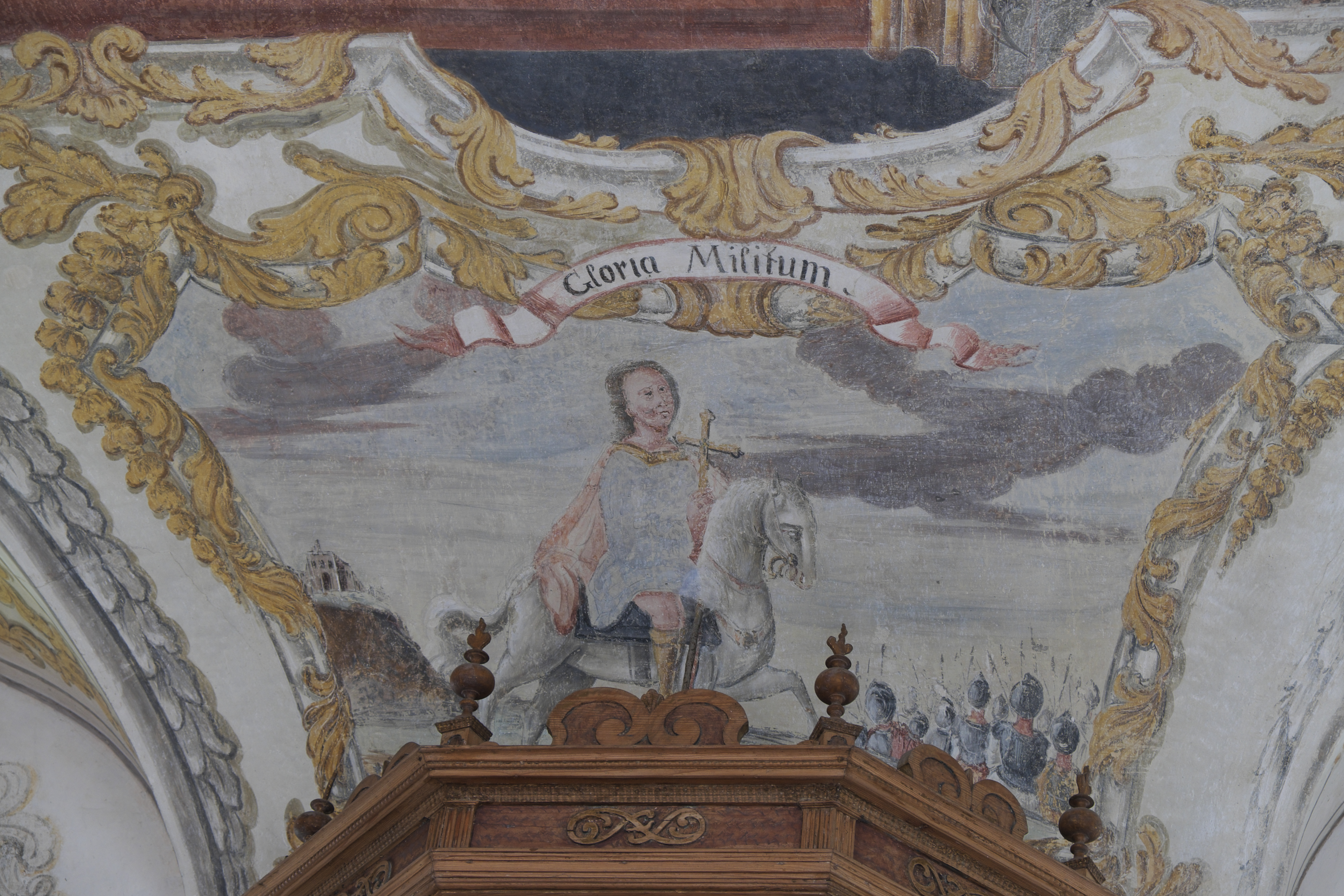
Gloria Militum (Der Ruhm der Soldaten)
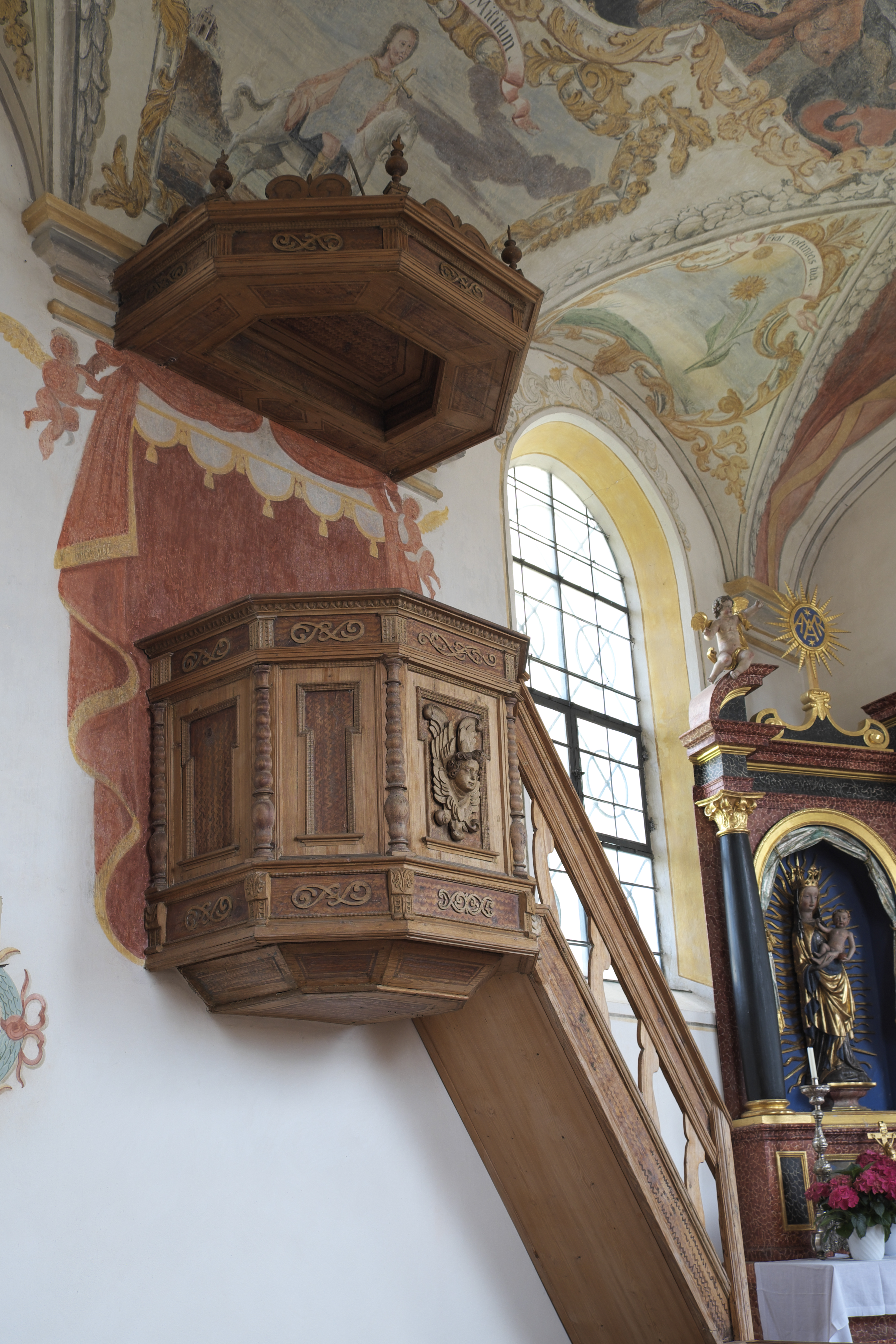
Kanzel
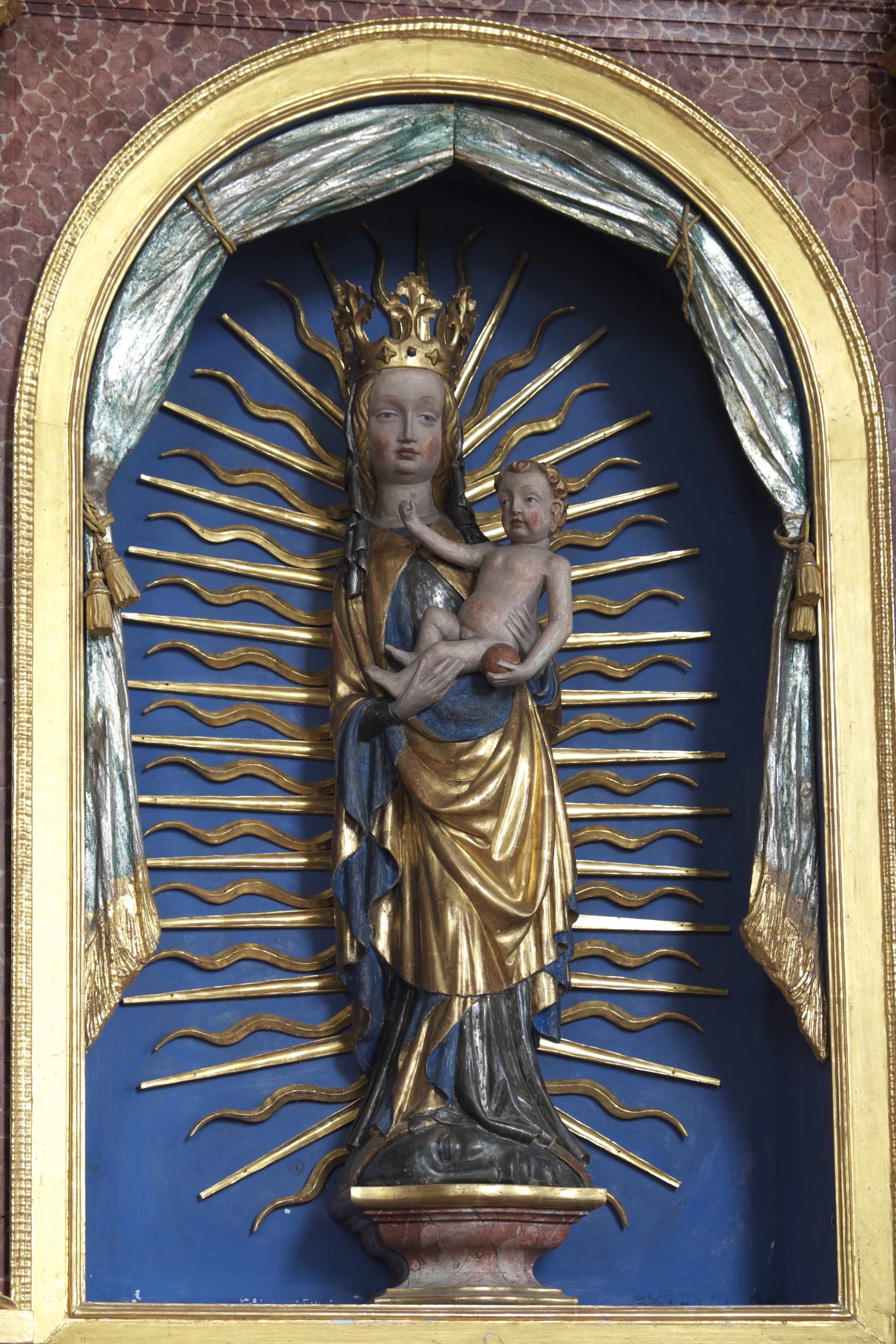
Madonna, um 1420

## Ausstattung
Die Altäre, die Kanzel und die Empore stammen aus dem 17. Jahrhundert.
- Das Hauptaltarbild von 1786 stellt den hl. Martin dar. Die seitlichen Schnitzfiguren werden um 1735 datiert. Links ist der hl. Stephanus zu erkennen, bei der rechten Figur handelt sich vermutlich um einen Herzog namens Sigismund.
- Die Madonna mit Kind am nördlichen Seitenaltar wurde um 1420 geschaffen. Das Relief an der Predella stellt das Martyrium des Apostels Bartholomäus dar.
- Die Figur der hl. Elisabeth über der Tür zur Sakristei stammt aus dem späten 17. Jahrhundert.
- Im Chor ist ein Beichtstuhl aus dem frühen 18. Jahrhundert eingebaut.